# Gerardo Moncada (futbolista)
Gerardo Moncada (Bello, Antioquia 27 de mayo de 1946) conocido popularmente como "el alemán" es un exfutbolista colombiano jugaba como defensa, fue internacional con la selección de fútbol de Colombia. 

## Clubes
| Club                 | País     | Año                     |
| -------------------- | -------- | ----------------------- |
| Nacional             | Colombia | 1970 - 1974 1979 - 1980 |
| Deportivo Pereira    | Colombia | 1975 - 1978             |
| América de Cali      | Colombia | 1978                    |
| Atlético Bucaramanga | Colombia | 1980                    |

## Palmarés
| Título           | Club     | País     | Año  |
| ---------------- | -------- | -------- | ---- |
| Primera División | Nacional | Colombia | 1973 |